# Silwan Szalom
Silwan Szalom  (hebr. סילבן שלום, ur. 4 sierpnia 1958 w Kabis) – izraelski polityk, wicepremier 2001–2006, 2009–2013 oraz w 2015, minister nauki i technologii w latach 1998–1999 minister finansów w latach 2001–2003 minister spraw zagranicznych w latach 2003–2006, minister rozwoju Negewu i Galilei oraz minister rozwoju regionalnego w latach 2009–2015, minister infrastruktury narodowej w latach 2013–2015, minister spraw wewnętrznych w 2015, wiceminister obrony w latach 1997–1998, poseł do Knesetu w latach 1992–2015 i były  i spraw zagranicznych. Prominenty polityk Likudu.

## Życiorys
Przyjechał wraz z rodziną do Izraela w 1959. W wieku 18 lat został powołany do służby wojskowej; dosłużył się stopnia sierżanta. Studiował nauki ekonomiczne na Uniwersytecie Ben-Guriona regionu Negew w Beer Szewie, następnie prawo na Uniwersytecie w Tel Awiwie. Pracował jako dziennikarz.
W 1992 został po raz pierwszy wybrany do Knesetu z ramienia partii Likud. Był czołowym przedstawicielem Żydów sefardyjskich w partii. W marcu 2001 zastąpił Awrahama Szochata na stanowisku ministra finansów, w marcu 2003 przeszedł na stanowisko ministra spraw zagranicznych (w ramach reorganizacji gabinetu Ariela Szarona zamienił się funkcjami z Binjaminem Netanjahu). W 2005 ubiegał się bez powodzenia o stanowisko przewodniczącego Likudu (wybrany został Netanjahu).
W styczniu 2006 odszedł ze stanowiska ministra jako ostatni członek rządu z ramienia Likudu. Resort spraw zagranicznych objęła po nim Cippi Liwni.
Od 31 marca 2009 wicepremier i minister rozwoju Negewu i Galilei oraz minister rozwoju regionalnego w rządzie Binjamina Netanjahu. W 2015 minister spraw wewnętrznych Izraela.
Zasiadał w Knesetach XIII, XIV, XV, XVI, XVII, XVIII, XIX i XX kadencjji.
27 grudnia 2015 zrezygnował z zasiadania w parlamencie, mandat objął po nim Amir Ochanna.
Żonaty (żona Judy Szalom Nir-Mozes jest prezenterką telewizyjnego talk-show), ma pięcioro dzieci.